# Peltefílids
Els peltefílids (Peltephilidae) són una família extinta de mamífers cingulats que visqueren a Sud-amèrica des de l'Eocè fins al Miocè superior, fa entre 9 i 41,3 milions d'anys. Se n'han trobat restes fòssils a l'Argentina, Bolívia, el Perú i Xile. El crani era ample i curt i el cap estava dotat d'osteodermes semblants a banyes. Hi ha indicis que fan pensar que eren depredadors que caçaven animals menuts, però l'anatomia dels músculs mastegadors i la configuració de les dents semblen més aviat pròpies d'animals que consumien arrels.